# Morey Amsterdam
Moritz Amsterdam, detto Morey (Chicago, 14 dicembre 1908 – Los Angeles, 28 ottobre 1996), è stato un attore statunitense.

## Filmografia parziale

### Cinema
- La legge del mitra (Machine-Gun Kelly), regia di Roger Corman (1958)
- Sindacato assassini (Murder Inc.), regia di Burt Balaban e Stuart Rosenberg (1960)
- Vacanze sulla spiaggia (Beach Party), regia di William Asher (1963)
- Muscle Beach Party, regia di William Asher (1964)
- Don't Worry, We'll Think of a Title, regia di Harmon Jones (1966)
- Il cavallo in doppiopetto (The Horse in the Gray Flannel Suit), regia di Norman Tokar (1968)
- Won Ton Ton, il cane che salvò Hollywood (Won Ton Ton, the Dog Who Saved Hollywood), regia di Michael Winner (1976) - cameo

### Televisione
- The Morey Amsterdam Show – serie TV (1948-1950)
- The O. Henry Playhouse – serie TV (1957)
- The Further Adventures of Ellery Queen – serie TV, episodio 1x30 (1959)
- Pete and Gladys – serie TV, episodio 1x15 (1961)
- The Dick Van Dyke Show – serie TV, 158 episodi (1961-1966)
- Daktari – serie TV, episodio 2x14 (1966)
- Febbre d'amore (The Young and the Restless) – soap opera, 5 puntate (1990)